# 拉瓦斯特里
拉瓦斯特里（法語：Lavastrie，法語發音：[lavastʁi]）是法国康塔尔省的一个旧市镇，属于圣弗卢尔区。2017年，拉瓦斯特里与临近的3个市镇合并为新市镇特吕耶尔河畔讷韦格利斯。

## 地理
拉瓦斯特里（44°56'7"N, 3°2'32"E）面积24.14 平方千米，位于法国奥弗涅-罗讷-阿尔卑斯大区康塔爾省，该省份为法国中南部省份，位于法國中央高原中心，北起科雷兹省、上盧瓦爾省和多姆山省，西接洛特省和科雷兹省，南至阿韦龙省和洛特省，东临上盧瓦爾省和洛泽尔省。
与拉瓦斯特里接壤的市镇（或旧市镇、城区）包括：阿勒兹、弗里德丰、讷韦格利斯、圣马夏尔、塞里耶。

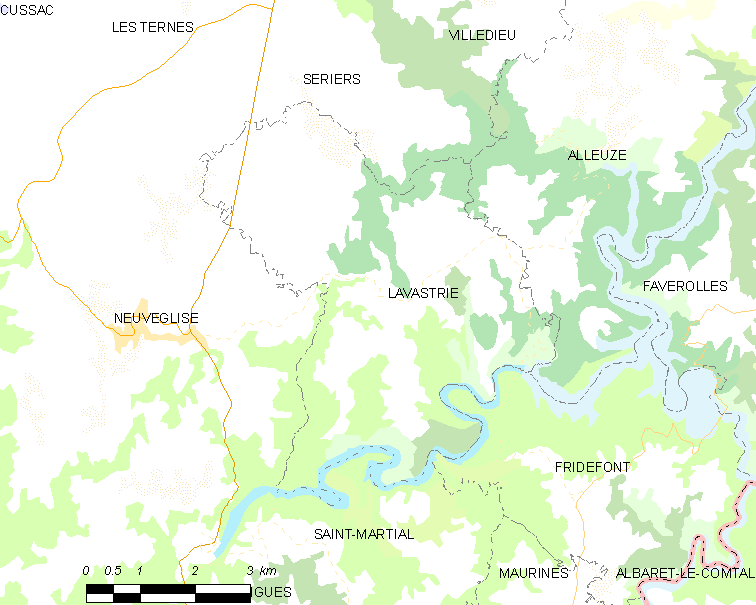
拉瓦斯特里的OSM定位图

拉瓦斯特里的时区为UTC+01:00、UTC+02:00（夏令时）。

## 行政
拉瓦斯特里的邮政编码为15260，INSEE市镇编码为15099。

## 政治
拉瓦斯特里所属的省级选区为特吕耶尔河畔讷韦格利斯县。

## 人口

1962-2008年间拉瓦斯特里人口变化图示

拉瓦斯特里于2018年1月1日时的人口数量为247人。